# Andrés Bonifacio
Pour les articles homonymes, voir Bonifacio (homonymie).
Andrés Bonifacio ou Andrés Bonifacio y de Castro, né le 30 novembre 1863 à Tondo et mort le 10 mai 1897 à Maragondon, est un homme d'État philippin, l'un des chefs de la révolution philippine contre le gouvernement colonial espagnol, première de son genre en Asie contre un gouvernement colonial européen.

## Biographie
Andrés Bonifacio naît à Tondo, quartier de Manille en 1863. Il est le fils d'un petit fonctionnaire, nommé Santiago Rosales Bonifacio, et de sa femme, Catalina de Castro.
Quand ses deux parents sont morts en 1870, il a quitté l'école pour s’occuper de ses cinq frères et sœurs. Au milieu des années 1880, il est devenu un nationaliste fervent. Quand José Rizal a créé la Ligue philippine en 1892, Bonifacio en a été un des premiers membres.
Après que les Espagnols eurent arrêté Rizal en juillet 1892, Bonifacio a décidé que les Philippines ne deviendraient indépendantes que par la révolution. Le 7 juillet, il fonde le « Kataastaasang Kagalanggalanggang Katipunero ng mga Anak ng Bayan », en abrégé Katipunan, (La très honorable et très respectable société des fils de la Nation), une société secrète ouverte aux paysans et à la classe moyenne. Bonifacio, qui était Franc-Maçon, a utilisé des rituels maçonniques pour donner un air de mystère sacré. Le Katipunan s'est fondu dans la communauté en créant des sociétés d'aides mutuelles et d'enseignement pour les pauvres. En 1896, le Katipunan avait plus de 30 000 membres et il fonctionnait aussi bien au niveau national, provincial que municipal.
Avant l'exécution de Rizal en 1896, Bonifacio proclame l'indépendance des Philippines le 23 août 1896. Cette fois, les Espagnols lancent une opération militaire contre lui et le forcent à fuir vers les monts Marikina, tandis que les autres forces armées révolutionnaires menées par le général Emilio Aguinaldo, plus chanceuses, s'emparent de quelques villes. Quand Bonifacio a essayé de garder les rênes du Katipunan, Aguinaldo a ordonné de l’arrêter et il l’a fait accuser de trahison et de sédition. Il a été déclaré coupable par ses anciens 'amis' et a été exécuté le 10 mai 1897.

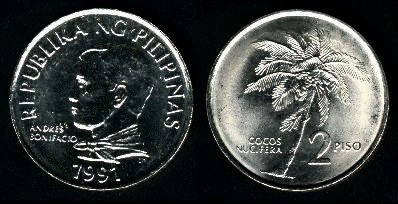
Pièce de 2 pesos philippins à l'effigie d'Andrès Bonifacio.

Après que les historiens ont réussi à montrer son rôle fondamental pour l'indépendance des Philippines, Andrès Bonifacio est devenu un héros national. Il possède de nombreux monuments et figure sur des billets de banque et des pièces de monnaie.

## Bibliographie complémentaire

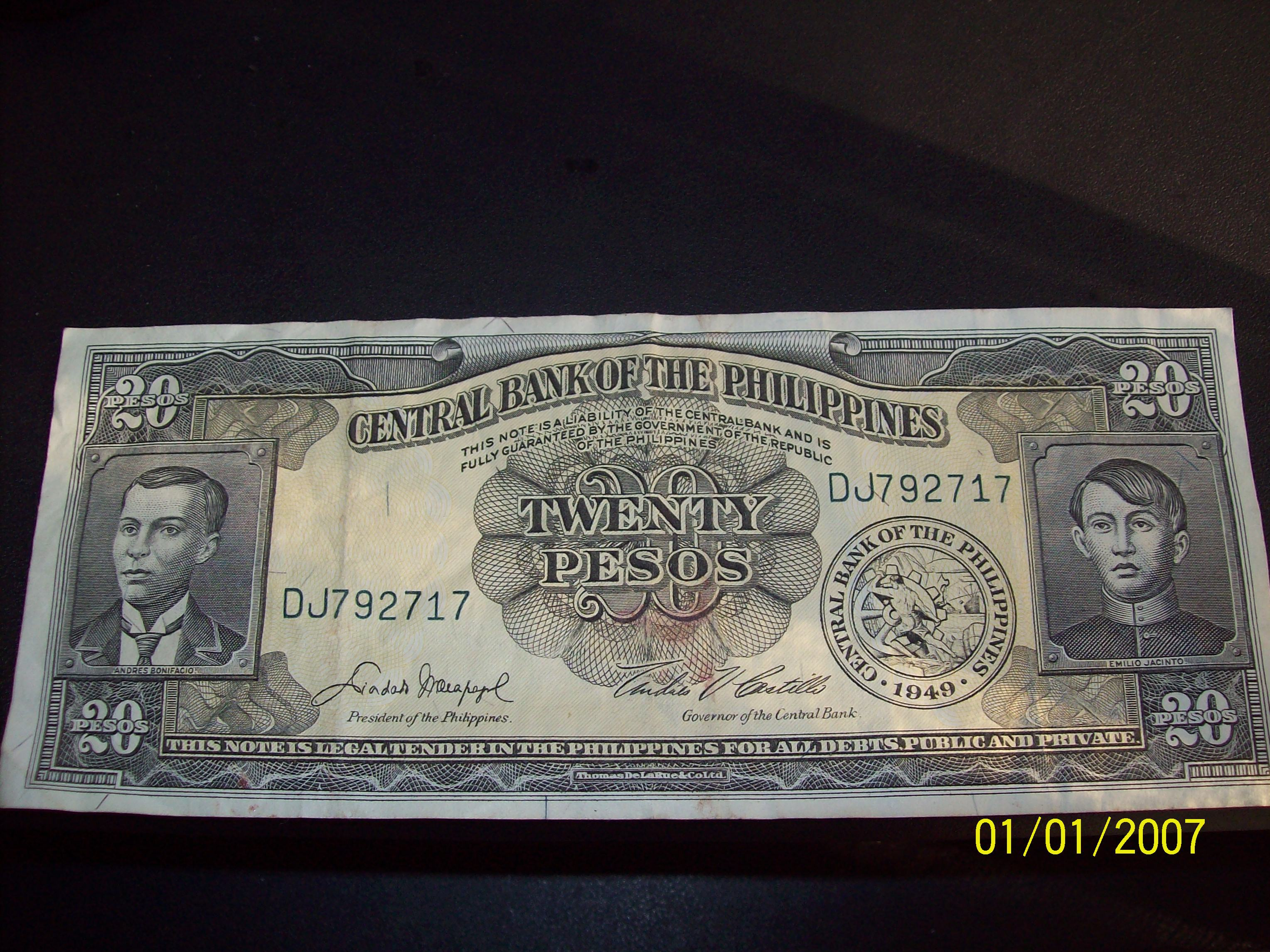
Billet philippins, à effigie de Bonifacio

## Hommages

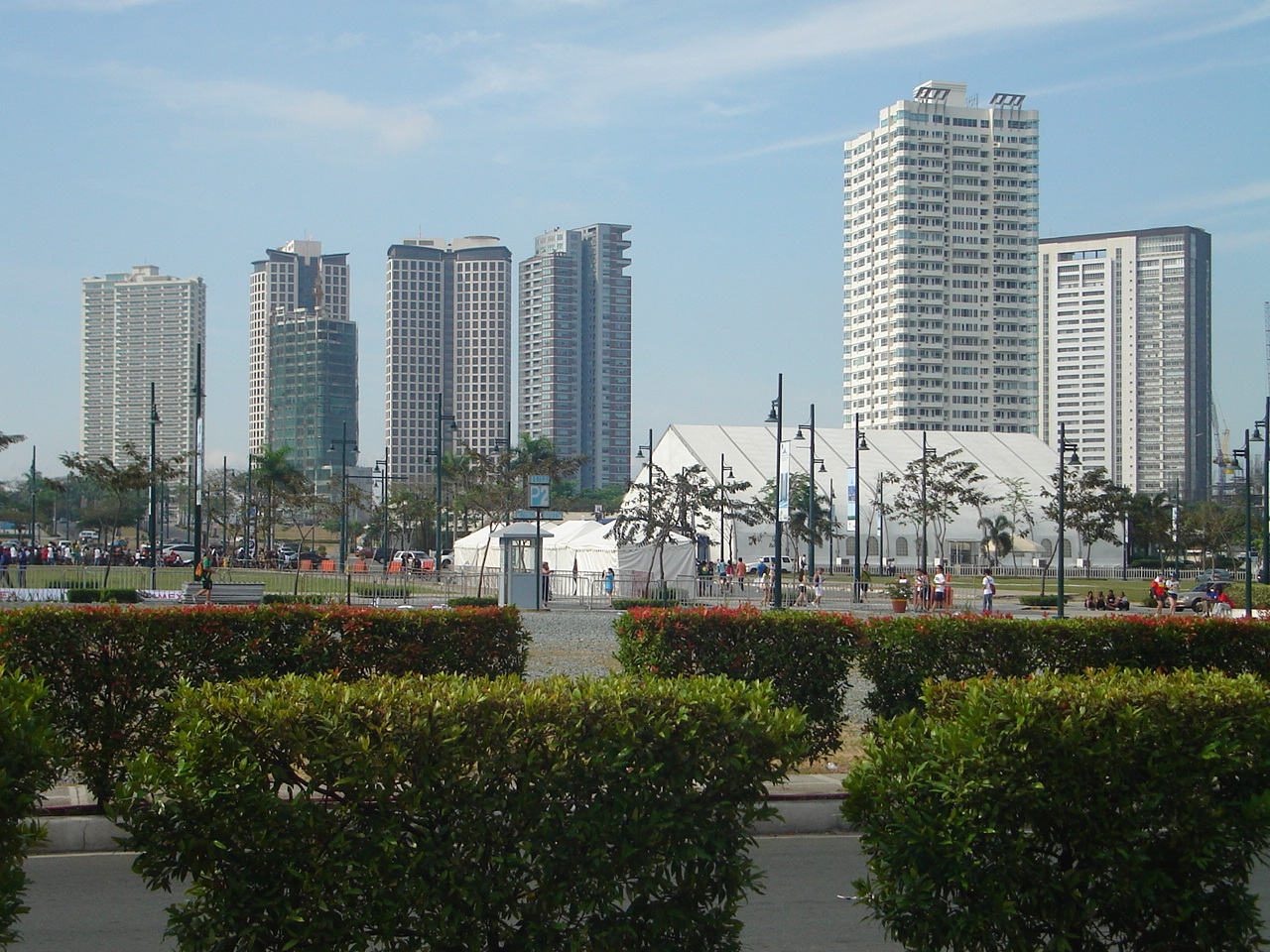
Fort Bonifacio

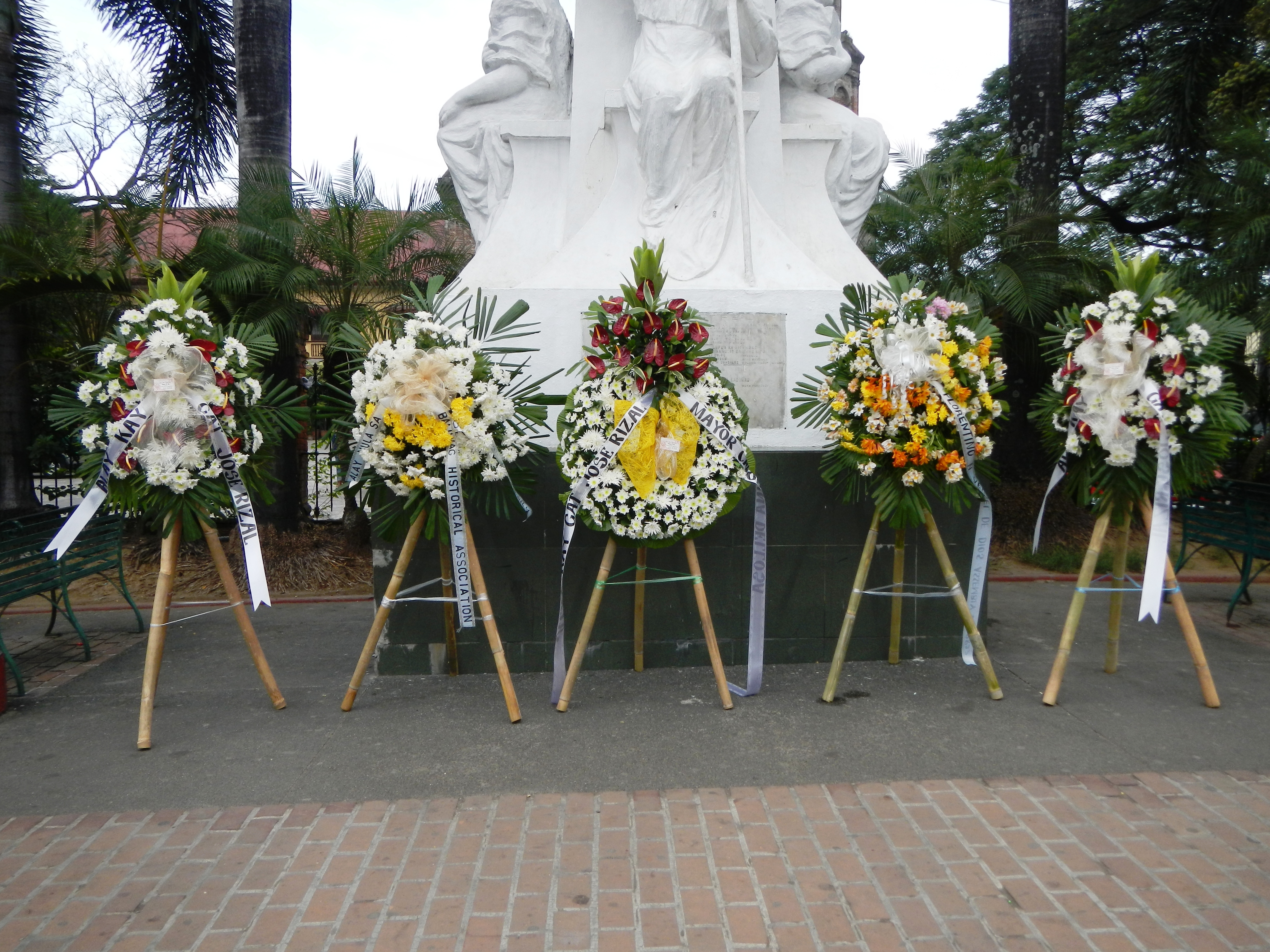
Cérémonie, Bonifacio Day